# 刘诗来
刘诗来（1972年—），中国企业家、马球运动员，被称为“中国马球第一人”。

## 生平
刘诗来曾就读于中国金融学院（现为对外经济贸易大学）、武汉大学，后又获中央美术学院艺术收藏管理工商管理硕士。他于2003年成立景鸿投资有限公司并出任董事长。2012年，他参与投资成立了联合丽格（北京）医疗美容投资连锁有限公司。同年，出任英国莱斯特城足球俱乐部副主席。
2017年发起成立丽格慈善基金会并担任理事长一职。

### 马球运动
刘诗来于2005年首次接触马球运动，2006年赴阿根廷系统学习马球技术。他是第一位在国际马球协会注册的中国籍马球手，被称为“中国马球第一人”。2010年，他在北京创办了唐人马球俱乐部，并于2011年起每年主办一届中国马球公开赛。2016年，获欧洲最高级别比赛之一的瑞士格斯塔德（Gstaad）15级马球金杯。2019年中国马球国家队成立，刘诗来出任队长。2023年，他当选北京市马术运动协会会长。

## 家庭
刘诗来是原中华人民共和国国务院副总理谷牧之孙，刘念远少将之子。